# Сокольнический район
Сокольнический район — упразднённый ныне район Москвы, существовавший с 1917 по 1991 год. Находился на востоке Москвы, на территории современного Восточного административного округа.

## История
История района неразрывно связана с историческим районом Сокольники.
До Февральской революции на территории района располагался Сокольнический судебно-мировой участок.
После установления власти Советов Москва была поделена на 11, а затем на 12 районов. Одним из них стал Сокольнический район (иногда Сокольническо-Богородский район).

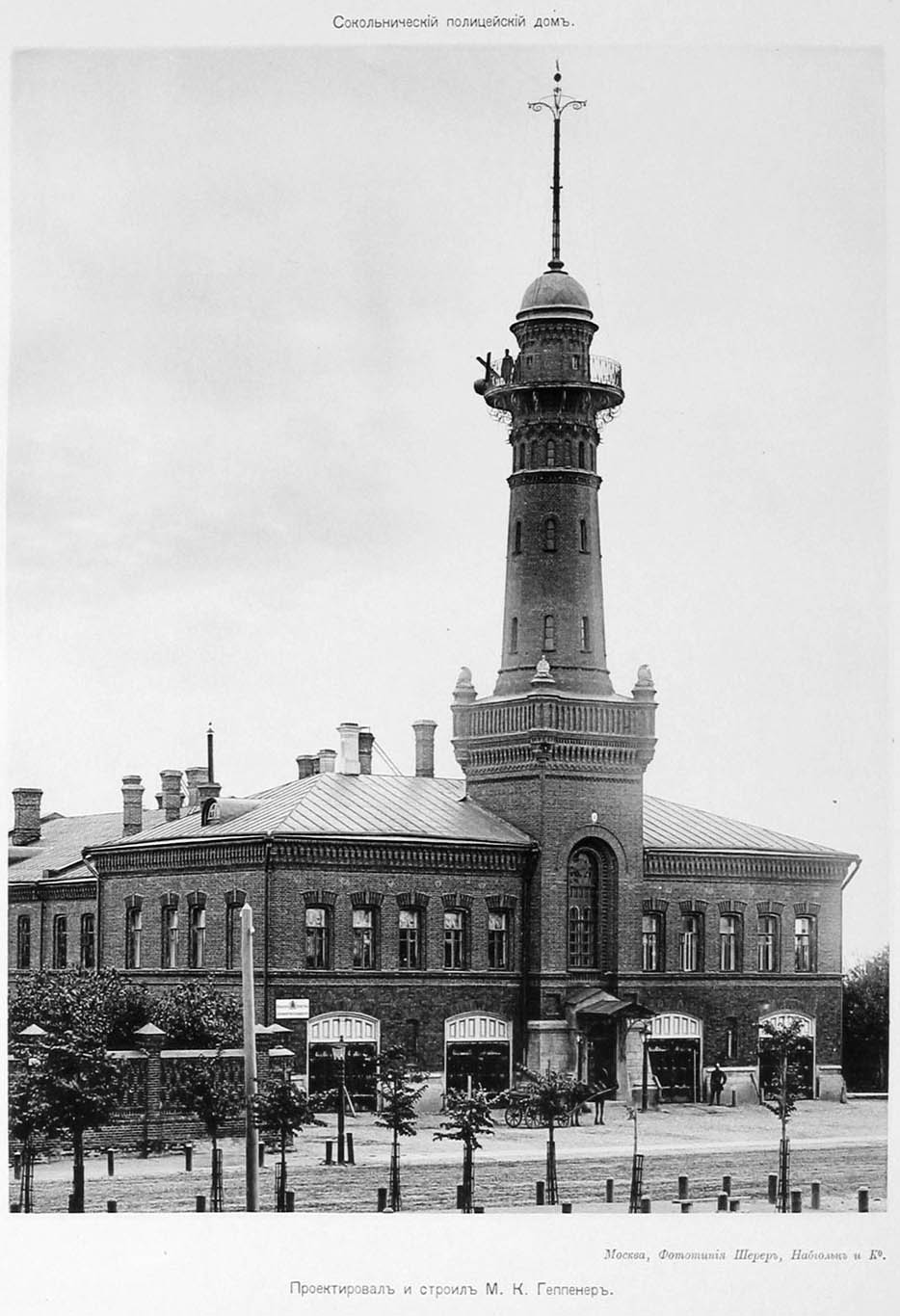
Каланча в Сокольниках

В феврале 1920 года Алексеево-Ростокинский район вошёл в состав Сокольнического района.
В 1935 году в районе были открыты станции первой очереди Московского метрополитена — «Красносельская» и «Сокольники», а в 1990 году вся первая линия получила название Сокольническая.
В апреле 1936 года из состава района был выделен Железнодорожный район, который занял небольшую территорию вокруг Комсомольской площади, южнее Митьковской соединительной ветви. Также был отделен Ростокинский район, занявший территорию западнее Ярославского направления МЖД.
В августе 1960 года Сокольнический район был упразднён, а его территория вошла в состав Куйбышевского района.
В ноябре 1968 года Сокольнический район был создан вновь и получил, помимо своей территории на момент упразднения, территории бывшего Железнодорожного района и часть современного района Богородское. В таких границах Сокольнический район просуществовал до 1991 года. На его территории образовались районы Сокольники и Красносельский, а также частично район Богородское.

## Население
| 240 337 | ↗253 112 | ↘163 952 | ↘121 231 | ↘111 759 |

## Интересные факты
- На территории района было начато строительство Московского метрополитена, отрезок до станции «Красносельская» стал первым прорытым участком метрополитена.
- Район пережил бурное развитие в 1920—30-е годы, что оставило заметный отпечаток на архитектуре района: есть много зданий в стиле авангардизма и конструктивизма.